# Коэсит
Коэси́т (англ. Coesite) — высокобарическая модификация кремнезёма.
Химическая формула: SiO2. Искусственный аналог коэсита был синтезирован в 1953 году американским химиком Лорингом Коэсом (1915—1973). А в 1960 году Юджин Шумейкер обнаружил минерал в кварцсодержащих породах ударного метеоритного кратера в Аризоне. Позднее он был утверждён в качестве минерала. Коэсит устойчив в диапазоне давлений 28—95,5 кбар. При меньших давлениях переходит в кварц, при больших — в стишовит.

## Свойства
Коэсит кристаллизуется в моноклинной сингонии, цвет белый или прозрачный, бесцветный, плотность 2,95—3 г/см³, твёрдость 7,5—8 по шкале Мооса.

## Диагностика
В шлифах коэсит хорошо отличается от кварца благодаря более высокому рельефу и низким цветам интерференции (высокий показатель преломления и низкое двупреломление). Важной особенностью, отличающей его от других модификаций кремнезёма при исследовании методом катодолюминесцентной (КЛ) микроскопии, является его яркая люминесценция голубовато-зелёным светом, а при непосредственном проведении анализа с помощью электронного микрозонда — люминесценция вплоть до ярко голубого свечения, чётко отличающегося от оранжевого свечения кварца. Легко определяется методом комбинационного рассеяния.

## Нахождение в природе
При том, что кварц — другая полиморфная разновидность кремнезёма — является одним из самых распространённых минералов земной коры (уступая лишь только полевым шпатам), коэсит минерал очень редкий. Дело в том, что он образуется при высоких давлениях (порядка 2—3 ГПа), где породы с высоким содержанием SiO2 относительно редки, и при уменьшении давления коэсит превращается обратно в кварц. Поэтому он сохраняется только при быстром подъёме (эксгумации) пород к поверхности.
Коэсит установлен в метаморфических комплексах сверхвысоких давлений, мантийных ксенолитах и в местах падения метеоритов, в мантийных ксенолитах эклогитов в некоторых кимберилитовых трубках и виде включений в алмазах эклогитового парагензиса. Такие ксенолиты установлены, например, в африканской трубке Робертс Виктор. Однако мантийные эклогиты с коэситом встречаются значительно реже, чем в коровых метаморфических комплексах. Возможно, причина этого в том, что мантийные эклогиты претерпели частичное плавление в зонах субдукции, и коэсит перешёл в андезитовый/трондимитовый расплавы, которые послужили материалом для формирования земной коры.
В 1965 году Чесноков и Попов изучая эклогиты Максютовского комплекса (южный Урал) обратили внимание на то, что от включений кварца в гранатах отходят радиальные трещины, свидетельствующие о росте объёма включений в процессе метаморфической эволюции. Ими было сделано предположение, что увеличение объёма могло произойти вследствие полиморфного перехода коэсита в кварц.
В 1984 году включения коэсита были найдены в гранате из пироповых кварцитов массива Дора-Майра (западные Альпы) и, одновременно, в метаморфических породах Норвегии.
Для формирования коэсита необходимо давление не менее 28 кбар, что эквивалентное глубине 90—100 км от поверхности Земли, в то время как мощность земной коры даже в утолщённых частях не превышает 70—80 км. Таким образом, первично коровые и, более того, метаосадочные породы, какими являются кварциты Дора-Майра были погружены на мантийные глубины и, затем возвращены обратно к поверхности. Блоки пород с подобной тектоно-метаморфической историей, в случае если давления на пике метаморфизма достигали поля устойчивости коэсита стали называть метаморфическими террейнами сверхвысоких давлений (UHPM-террейны).
В настоящее время известно около 20 метаморфических комплексов содержащих коэсит (Liou et al., 2004), или псевдоморфозы кварца по коэситу. Интересно, что подтвердить наличие коэсита в Максютовском комплексе так и не удалось.

### Коэсит в породахКокчетавского метаморфического комплекса
Кокчетавский метаморфический комплекс является одним из наиболее изученных UHPM-террейнов в мире.
Предположение о том, что поликристаллические агрегаты кварца, окружённые радиальными трещинами в гранатах из эклогитов участка Кумды-Куль, представляют собой псевдоморфозы по коэситу, было высказано ещё в 1989 году (Соболев, Шацкий 1989). Вскоре включения коэсита были обнаружены в цирконе из алмазоносных гранат-биотитовых гнейсов участка Кумды-Куль (Соболев и др.,1991), в цирконе из эклогитов алмазоносного барчинского участка (Корсаков и др., 1998), а также в пределах восточной части метаморфического пояса в гранате из кварц-гранат-фенгитовых и тальк-фенгит-кианит-гранатовых сланцев участка Кулет (Шацкий и др. 1998, Parcinson 2000).